# 法藏部
法藏部（巴利語：dhammagutta、dhammaguttika），又稱曇無德部、法護部、法密部，是早期部派佛教的部派之一。公元前1世紀時十分興盛。法藏部的戒律四分律對漢傳佛教有重要影響。

## 詞源
dharma的意思是法，guptaka的意思是守護、看守，故法藏部的意思是守護法的部派。

## 部派源流
《異部宗輪論》記載為佛滅後第三百年中由化地部分出。在法顯所傳的大眾部「律分五部」說法中，法藏部是上座部中最早與大眾部發生分裂而形成的部派。現代學者如渥德爾等稱法藏部可能起源於阿育王派往阿波蘭多國傳教的僧團，法藏部熱衷於向外傳教，在中亞發現的犍陀羅佛教原稿屬法藏部。
清辯《異部精釋》也將法藏部列為分別說部之一。多羅那他《印度佛教史》中，將法藏部列為分別說部四部之一。

## 僧團服飾
《大比丘三千威儀》描述印度佛教五個部派使用的僧袍顏色：說一切有部著絳色（紅色），法藏部著皂色（黑色），飲光部著木蘭色，化地部著青色，大眾部著黃色。《舍利弗問經》也說到五部服色，但以說一切有部著皂色（黑色），法藏部著赤色，兩說相反。義淨傳來說一切有部律制，談到僧服顏色是赤色，應以《大比丘三千威儀》之文字為正確。
但若根據真諦和道宣的說法，外國僧侶是穿著赤血色的僧衣，否定五個部派使用不同顏色僧袍的說法。真諦稱「十八部雖異義，但衣色是一」。
根據法藏部的戒律規定，僧袍應該用不超過18塊布縫製而成，並該用厚粗布料。

## 經典語言
對法藏部的經典記錄語言，學者間已有共識，主要以犍陀羅語(Gāndhārī)、佉盧文及梵文記錄。 現時被掘出的犍陀羅文獻大部份是屬於法藏部的。

## 歷史
在犍陀羅找到的文獻屬於法藏部，表明從化地部分裂的法藏部傳教的所在區域在印度西北部，大約在公元一世紀，佛教向中亞傳教的影响。佛教學者A.K Warder認為法藏部起源自印度西部邊界地區，這地區包括Kathiawad，Kutch 及Sindh。 有學者認為法藏部取得傳法的成功是因為受到斯基泰人的支持，但後來該地區被貴霜王朝的迦膩色伽一世佔領，定都犍陀羅後，支持說一切有部。

## 宗義
說一切有部《大毘婆沙論》記載了法藏部的宗義：
- 心、心所法於一剎那智能了知「相應」，因為「慧等能了相應受等」
- 世第一法，通三界繫及不繫
- 無相三摩地[10]能入正性離生[11]

《雜阿毘曇心論》記載了法藏部的四聖諦一時現觀：
|  | 曇無得等，說一無間等。……說一無間等者，彼說：於諦一無間等，何以故？信聖賢故，如世尊說：『比丘於苦無疑，集亦無疑，滅、道，亦如是。』如燈俱作四事，熱器、燒炷、油盡、破闇；如是一智，知苦乃至修道，是故一無間等。 |

《異部宗輪論》記載法藏部認為布施窣堵波會獲得比布施僧眾更大的果報，與制多部相對立，其他宗義大多同於大眾部：
|  | 其法藏部本宗同義。謂佛雖在僧中所攝，然別施佛果大，非僧（果大）。於窣堵波興供養業獲廣大果。佛與二乘解脫雖一，而聖道異。無諸外道能得五通。阿羅漢身皆是無漏。餘義多同大眾部執。 |

《論事》之覺音註釋稱“阿羅漢之一切法是無漏”為北道派的邪執。

## 存世經典
漢譯《舍利弗阿毘曇論》可能是法藏部的阿毘達磨誦本。該部所持律藏為《四分律》，傳至中國發展為南山律宗。
《佛本行集經》記載法藏部將佛傳稱為“佛本行”，有現代學者因而將其與《佛本行經》一起歸入法藏部。《三論玄義》記載傳說法藏部的經典稱為五藏，在三藏之外，又有菩薩藏（菩薩本生）及咒藏。

## 現代研究
日本學者平川彰認為：「在部派佛教中，上座部系的法藏部可說最接近大乘。」呂澂認為，法藏部的學說，對於現代上座部佛教有很大的影響。
呂澂認為法藏部與制多部就大天五事而產生的分裂，是在化地部與犢子部分裂之後，佛教的第三次上座與大眾分裂。